# Wim van Til (voetballer)
Wim van Til (Rotterdam, 24 september 1953) is een voormalig Nederlands voetballer, die actief was als middenvelder. Van Til maakte zijn professionele debuut bij Feyenoord en speelde ook voor FC Dordrecht, Excelsior Rotterdam en Heracles Almelo.

## Erelijst
- Kampioen Eredivisie: 1974, 1984
- Winnaar KNVB Beker: 1980, 1984